# Vandenesse-en-Auxois
Vandenesse-en-Auxois és un municipi francès, situat al departament de la Costa d'Or i a la regió de Borgonya - Franc Comtat. L'any 2007 tenia 271 habitants.

## Demografia

### Població
El 2007 la població de fet de Vandenesse-en-Auxois era de 271 persones. Hi havia 103 famílies, de les quals 21 eren unipersonals (4 homes vivint sols i 17 dones vivint soles), 39 parelles sense fills i 43 parelles amb fills.
La població ha evolucionat segons el següent gràfic:
Habitants censats

### Habitatges
El 2007 hi havia 163 habitatges, 103 eren l'habitatge principal de la família, 40 eren segones residències i 20 estaven desocupats. 153 eren cases i 6 eren apartaments. Dels 103 habitatges principals, 71 estaven ocupats pels seus propietaris, 23 estaven llogats i ocupats pels llogaters i 9 estaven cedits a títol gratuït; 1 tenia dues cambres, 17 en tenien tres, 35 en tenien quatre i 50 en tenien cinc o més. 81 habitatges disposaven pel capbaix d'una plaça de pàrquing. A 44 habitatges hi havia un automòbil i a 50 n'hi havia dos o més.

### Piràmide de població
La piràmide de població per edats i sexe el 2009 era:
| Homes | Edats   | Dones |
| ----- | ------- | ----- |
| 0     | 95 o +  | 0     |
| 0     | 90 a 94 | 0     |
| 4     | 85 a 89 | 4     |
| 0     | 80 a 84 | 8     |
| 8     | 75 a 79 | 0     |
| 0     | 70 a 74 | 4     |
| 4     | 65 a 69 | 8     |
| 4     | 60 a 64 | 0     |
| 17    | 55 a 59 | 13    |
| 21    | 50 a 54 | 17    |
| 8     | 45 a 49 | 4     |
| 0     | 40 a 44 | 0     |
| 4     | 35 a 39 | 4     |
| 12    | 30 a 34 | 4     |
| 12    | 25 a 29 | 8     |
| 8     | 20 a 24 | 4     |
| 4     | 15 a 19 | 16    |
| 8     | 10 a 14 | 8     |
| 0     | 5 a 9   | 4     |
| 0     | 0 a 4   | 0     |

## Economia
El 2007 la població en edat de treballar era de 183 persones, 134 eren actives i 49 eren inactives. De les 134 persones actives 130 estaven ocupades (75 homes i 55 dones) i 4 estaven aturades (3 homes i 1 dona). De les 49 persones inactives 16 estaven jubilades, 10 estaven estudiant i 23 estaven classificades com a «altres inactius».

### Ingressos
El 2009 a Vandenesse-en-Auxois hi havia 105 unitats fiscals que integraven 255 persones, la mediana anual d'ingressos fiscals per persona era de 17.390 €.

### Activitats econòmiques
Dels 21 establiments que hi havia el 2007, 1 era d'una empresa de fabricació d'altres productes industrials, 1 d'una empresa de construcció, 3 d'empreses de comerç i reparació d'automòbils, 2 d'empreses de transport, 7 d'empreses d'hostatgeria i restauració, 1 d'una empresa financera, 1 d'una empresa immobiliària, 4 d'empreses de serveis i 1 d'una entitat de l'administració pública.
Dels 4 establiments de servei als particulars que hi havia el 2009, 1 era un taller de reparació d'automòbils i de material agrícola, 1 paleta i 2 restaurants.
L'any 2000 a Vandenesse-en-Auxois hi havia 6 explotacions agrícoles.

## Equipaments sanitaris i escolars
El 2009 hi havia 1 escola maternal integrada dins d'un grup escolar amb les comunes properes formant una escola dispersa i 1 escola elemental integrada dins d'un grup escolar amb les comunes properes formant una escola dispersa.

## Poblacions més properes
El següent diagrama mostra les poblacions més properes.